# Coppa del Mondo di nuoto artistico 2025
La Coppa del Mondo di nuoto artistico 2025 comprende quattro eventi tra Europa, Asia, Africa e Nord America.

## Calendario
| Data                | Location |
| ------------------- | -------- |
| 28 febbraio-2 marzo | Parigi   |
| 11-13 aprile        | Hurghada |
| 1-3 maggio          | Markham  |
| 13-15 giugno        | Xi'an    |

## Vincitori

### Uomini

#### Solo tecnico
| Competizioni | Oro                       | Argento                   | Bronzo                 |
| ------------ | ------------------------- | ------------------------- | ---------------------- |
| Parigi       | Ranjuo Tomblin            | Eduard Kim                | Jordi Caceres Iglesias |
| Hurghada     | Muye Guo                  | Ranjuo Tomblin            | Eduard Kim             |
| Markham      | Ranjuo Tomblin            | Diego Villalobos Carrillo | Gustavo Sánchez        |
| Xi'An        | Diego Villalobos Carrillo | Muye Guo                  | Ranjuo Tomblin         |

#### Solo libero
| Competizioni | Oro           | Argento                   | Bronzo                        |
| ------------ | ------------- | ------------------------- | ----------------------------- |
| Parigi       | Viktor Druzin | Marios Kritsas            | Stylianos Koukouselis Fouskis |
| Hurghada     | Muye Guo      | Gabriele Minak            | Gustavo Sánchez               |
| Markham      | Muye Guo      | Diego Villalobos Carrillo | Ranjuo Tomblin                |
| Xi'An        | Muye Guo      | Ranjuo Tomblin            | Gustavo Sánchez               |

### Donne

#### Solo tecnico
| Competizioni | Oro          | Argento         | Bronzo             |
| ------------ | ------------ | --------------- | ------------------ |
| Parigi       | Iris Tió     | Xu Huiyan       | Vasilina Chandoška |
| Hurghada     | Klara Bleyer | Daria Moshynska | Vasilina Chandoška |
| Markham      | Xu Huiyan    | Iris Tió        | Vasiliki Alexandri |
| Xi'An        | Xu Huiyan    | Iris Tió        | Vasilina Chandoška |

#### Solo libero
| Competizioni | Oro                | Argento            | Bronzo             |
| ------------ | ------------------ | ------------------ | ------------------ |
| Parigi       | Klara Bleyer       | Vasilina Chandoška | Kyra Hoevertsz     |
| Hurghada     | Enrica Piccoli     | Klara Bleyer       | Vasilina Chandoška |
| Markham      | Xu Huiyan          | Maria Alavidze     | Kyra Hoevertsz     |
| Xi'An        | Vasilina Chandoška | Klara Bleyer       | Xu Huiyan          |

#### Duo tecnico
| Competizioni | Oro                                                      | Argento                                     | Bronzo                                     |
| ------------ | -------------------------------------------------------- | ------------------------------------------- | ------------------------------------------ |
| Parigi       | Spagna Txell Ferré Lilou Lluís Valette                   | Giappone Moe Higa Moka Fujii                | Francia Anastasija Bajandina Romane Lunel  |
| Hurghada     | Atleti Neutrali Autorizzati Majja Doroško Tatiana Gayday | Ucraina Dar"ja Mošyns'ka Anastasija Šmonina | Canada Audrey Lamothe Ximena Ortiz Montano |
| Markham      | Austria Anna-Maria Alexandri Eirini-Marina Alexandri     | Spagna Txell Ferré Lilou Lluís Valette      | Cina Lin Yanhan Lin Yanjun                 |
| Xi'An        | Cina Lin Yanjun Xu Huiyan                                | Giappone Moe Higa Tomoka Sato               | Spagna Txell Ferré Lilou Lluís Valette     |

#### Duo libero
| Competizioni | Oro                                                              | Argento                                | Bronzo                                   |
| ------------ | ---------------------------------------------------------------- | -------------------------------------- | ---------------------------------------- |
| Parigi       | Giappone Moe Higa Tomoka Sato                                    | Svizzera Melody Halbeisen Aimee Michel | Grecia Estella Karamanidou Ilektra Rapti |
| Hurghada     | Atleti Neutrali Autorizzati Anastasia Sidorina Veronika Sokolova | Giappone Uta Kobayashi Tomoka Sato     | Spagna Lilou Lluís Valette Iris Tió      |
| Markham      | Spagna Lilou Lluís Valette Iris Tió                              | Cina Lin Yanhan Lin Yanjun             | Francia Laelys Alavez Romane Lunel       |
| Xi'An        | Cina Lin Yanhan Lin Yanjun                                       | Spagna Lilou Lluís Valette Iris Tió    | Giappone Uta Kobayashi Tomoka Sato       |

### Misto

#### Duo tecnico
| Competizioni | Oro                                           | Argento                                               | Bronzo                                                 |
| ------------ | --------------------------------------------- | ----------------------------------------------------- | ------------------------------------------------------ |
| Parigi       | Regno Unito Ranjuo Tomblin Holly Hughes       | Spagna Jordi Caceres Iglesias Aurora Lázaro Cabaleiro | Spagna Dennis Gonzalez Boneu Sara Saldaña              |
| Hurghada     | Spagna Dennis Gonzalez Boneu Sara Saldaña     | Cina Guo Sitong Shi Haoyue                            | Italia Gabriele Minak Sarah Maria Rizea                |
| Markham      | Spagna Dennis Gonzalez Boneu Sara Saldaña     | Cina Guo Sitong Shi Haoyue                            | Messico Regina Alférez Licea Diego Villalobos Carrillo |
| Xi'An        | Spagna Dennis Gonzalez Boneu Mireia Hernández | Cina Guo Sitong Muye Guo                              | Regno Unito Ranjuo Tomblin Isabelle Thorpe             |

#### Duo libero
| Competizioni | Oro                                                       | Argento                                               | Bronzo                                                |
| ------------ | --------------------------------------------------------- | ----------------------------------------------------- | ----------------------------------------------------- |
| Parigi       | Grecia Stylianos Koukouselis Fouskis Maria Ioanna Amerali | Kazakistan Artur Maidanov Valeriya Stolbunova         | Non assegnato                                         |
| Hurghada     | Spagna Dennis Gonzalez Boneu Iris Tió                     | Thailandia Kantinan Adisaisiributr Supitchaya Songpan | Colombia Emily Minante Gustavo Sánchez                |
| Markham      | Spagna Dennis Gonzalez Boneu Iris Tió                     | Cina Guo Sitong Shi Haoyue                            | Spagna Jordi Caceres Iglesias Aurora Lázaro Cabaleiro |
| Xi'An        | Spagna Dennis Gonzalez Boneu Iris Tió                     | Cina Guo Sitong Liu Jinhan                            | Regno Unito Ranjuo Tomblin Isabelle Thorpe            |

#### Team tecnico
| Competizioni | Oro | Argento | Bronzo |
| ------------ | --- | --- | --- |
| Parigi       | Spagna Cristina Arámbula Txell Ferré Marina García Polo Mireia Hernández Lilou Lluis Valette Alisa Ozhogina Sara Saldaña Iris Tió             | Giappone Kaho Aitaka Moka Fujii Moe Higa Yuka Kawase Uta Kobayashi Hinata Kumagai Tomoka Sato Nao Shirahase                                                             | Stati Uniti Ghizal Akbar Jaime Czarkowski Nicole Malina Dzurko Jacklyn Luu Daniella Ramirez Elle Santana Natalia Vega Karen Xue  |
| Hurghada     | Spagna Cristina Arámbula Txell Ferré Marina García Polo Aurora Lázaro Cabaleiro Lilou Lluis Valette Alisa Ozhogina Sara Saldaña Paula Ramírez | Atleti Neutrali Autorizzati Elizaveta Brener Lika Chechura Polina Chibisova Anna-Mariia Fomicheva Svetlana Pavlova Elena Shabanova Anastasia Sidorina Veronika Sokolova | Giappone Kaho Aitaka Moka Fujii Moe Higa Yuka Kawase Uta Kobayashi Hinata Kumagai Tomoka Sato Nao Shirahase                      |
| Markham      | Spagna Cristina Arámbula Txell Ferré Marina García Polo Aurora Lázaro Cabaleiro Lilou Lluis Valette Alisa Ozhogina Sara Saldaña Paula Ramírez | Giappone Kaho Aitaka Moka Fujii Moe Higa Yuka Kawase Uta Kobayashi Hinata Kumagai Tomoka Sato Nao Shirahase                                                             | Stati Uniti Ghizal Akbar Anita Alvarez Jaime Czarkowski Nicole Malina Dzurko Jacklyn Luu Daniella Ramirez Natalia Vega Karen Xue |
| Xi'An        | Cina Chang Hao Dai Shiyi Feng Yu Li Xiuchen Lin Yanjun Wu Jingyan Xiang Binxuan Xu Huiyan                                                     | Spagna Cristina Arámbula Txell Ferré Marina García Polo Mireia Hernández Lilou Lluis Valette Alisa Ozhogina Paula Ramírez Sara Saldaña                                  | Giappone Kaho Aitaka Moka Fujii Moe Higa Yuka Kawase Uta Kobayashi Hinata Kumagai Tomoka Sato Nao Shirahase                      |

#### Team libero
| Competizioni | Oro | Argento | Bronzo |
| ------------ | --- | --- | --- |
| Parigi       | Kazakistan Irina Govorukhin Irada Islamova Yasmina Islamova Makpal Kalmurzayeva Polina Merzlyakova Albina Omirserikova Aldiyar Ramazanov Anastasia Voronkova | Rep. Ceca Tatana Flekova Matylda Jandova Karolina Jetmarova Barbora Kalvodova Ema Kaufmanova Klaudie Kudelkova Daniela Markova Sofie Schindlerova | Non assegnato |
| Hurghada     | Spagna Cristina Arámbula Txell Ferré Marina García Polo Dennis González Boneu Alisa Ozhogina Paula Ramírez Sara Saldaña Iris Tió                             | Giappone Kaho Aitaka Moka Fujii Moe Higa Yuka Kawase Uta Kobayashi Tomoka Sato Nao Shirahase Sakurako Uchida                                      | Atleti Neutrali Autorizzati Elizaveta Brener Lika Chechura Polina Chibisova Anna-Mariia Fomicheva Aleksandra Klenina Svetlana Pavlova Elena Shabanova Alisa Shevchenko |
| Markham      | Spagna Cristina Arámbula Txell Ferré Marina García Polo Dennis González Boneu Alisa Ozhogina Paula Ramírez Sara Saldaña Iris Tió                             | Giappone Kaho Aitaka Moka Fujii Moe Higa Yuka Kawase Uta Kobayashi Tomoka Sato Nao Shirahase Sakurako Uchida                                      | Stati Uniti Ghizal Akbar Anita Alvarez Jaime Czarkowski Nicole Malina Dzurko Jacklyn Luu Daniella Ramirez Natalia Vega Karen Xue                                       |
| Xi'An        | Cina Chang Hao Cheng Wentao Dai Shiyi Li Xiuchen Lin Yanjun Wu Jingyan Xiang Binxuan Xu Huiyan                                                               | Giappone Kaho Aitaka Moka Fujii Moe Higa Yuka Kawase Uta Kobayashi Tomoka Sato Nao Shirahase Sakurako Uchida                                      | Spagna Cristina Arámbula Txell Ferré Marina García Polo Dennis González Boneu Alisa Ozhogina Paula Ramírez Sara Saldaña Iris Tió                                       |

#### Programma acrobatico
| Competizioni | Oro | Argento | Bronzo |
| ------------ | --- | --- | --- |
| Parigi       | Stati Uniti Ghizal Akbar Jaime Czarkowski Nicole Malina Dzurko Jacklyn Luu Emileen Moore Daniella Ramirez Natalia Vega Karen Xue            | Francia Laelys Alavez Anastasija Bajandina Angeline Bertinelli Ambre Esnault Laura Gonzalez Claudia Janvier Romane Lunel Eve Planeix       | Israele Yogev Dagen Aviv Haim Alexandra Lerman Lior Makmel Aya Mazor Shaya Sar Shalom Nechmad Yara Sharabi Ella Stiner                                                                                       |
| Hurghada     | Ucraina Ivanna Burba Oleksandra Gorec'ka Uliana Hrynishyna Alisa Kulyk Dar"ja Mošyns'ka Anastasija Šmonina Mariia Zachepa Marija Zdorovcova | Italia Beatrice Andina Marta Iacoacci Alessia Macchi Giorgia Lucia Macino Sofia Mastroianni Susanna Pedotti Sophie Tabbiani Giulia Vernice | Cina Fan Jun Muye Guo Guo Sitong He Zhien Liu Jinhan Shi Haoyue Zhang Wanyi Zhang Xiaoyou |
| Markham      | Italia Beatrice Andina Marta Iacoacci Alessia Macchi Giorgia Lucia Macino Sofia Mastroianni Susanna Pedotti Sophie Tabbiani Giulia Vernice  | Spagna Cristina Arámbula Txell Ferré Marina García Polo Dennis González Boneu Lilou Lluís Valette Sara Saldaña Paula Ramírez Meritxell Mas | Francia Laelys Alavez Anastasija Bajandina Angeline Bertinelli Ambre Esnault Laura Gonzalez Claudia Janvier Romane Lunel Eve Planeix                                                                         |
| Xi'An        | Cina Chang Hao Cheng Wentao Feng Yu Lin Yanjun Wu Jingyan Xiang Binxuan Xu Huiyan Zhang Yayi                                                | Spagna Cristina Arámbula Txell Ferré Marina García Polo Dennis González Boneu Meritxell Mas Paula Ramírez Sara Saldaña Blanca Toledano     | Messico Regina Alférez Licea Marla Fernanda Arellano Miranda Barrera Itzamary Gonzalez Cuellar Glenda Esthefania Inzunza Cabrera Joana Jiménez García Pamela Nuzhet Toscano Millan Diego Villalobos Carrillo |

## Medagliere
Aggiornato al 15 giugno 2025
| Posiz. | Nazione                     | Oro | Argento | Bronzo | Totale |
| ------ | --------------------------- | --- | ------- | ------ | ------ |
| 1      | Spagna                      | 14  | 8       | 6      | 28     |
| 2      | Cina                        | 12  | 8       | 3      | 23     |
| -      | Atleti Neutrali Autorizzati | 3   | 2       | 5      | 10     |
| 3      | Regno Unito                 | 3   | 2       | 4      | 9      |
| 4      | Kazakistan                  | 2   | 2       | 1      | 5      |
| 4      | Italia                      | 2   | 2       | 1      | 5      |
| 6      | Germania                    | 2   | 2       | 0      | 4      |
| 7      | Giappone                    | 1   | 8       | 3      | 12     |
| 8      | Messico                     | 1   | 2       | 2      | 5      |
| 9      | Ucraina                     | 1   | 2       | 0      | 3      |
| 10     | Grecia                      | 1   | 1       | 2      | 4      |
| 11     | Stati Uniti                 | 1   | 0       | 3      | 4      |
| 12     | Austria                     | 1   | 0       | 1      | 2      |
| 13     | Francia                     | 0   | 1       | 3      | 4      |
| 14     | Svizzera                    | 0   | 1       | 0      | 1      |
| 14     | Thailandia                  | 0   | 1       | 0      | 1      |
| 14     | Georgia                     | 0   | 1       | 0      | 1      |
| 17     | Colombia                    | 0   | 0       | 4      | 4      |
| 18     | Aruba                       | 0   | 0       | 2      | 2      |
| 19     | Israele                     | 0   | 0       | 1      | 1      |
| 19     | Rep. Ceca                   | 0   | 0       | 1      | 1      |
| 19     | Canada                      | 0   | 0       | 1      | 1      |
| Totale | Totale                      | 44  | 44      | 42     | 130    |